# The Bitter Truth
The Bitter Truth (en español: La cruda realidad) es el quinto y, hasta ahora, último álbum de estudio de la banda de rock estadounidense Evanescence. El proceso de grabación se inició a mediados de enero del año 2020, con la colaboración del productor Nick Raskulinecz, quien ya había producido el tercer álbum homónimo de la banda en 2011.

## Antecedentes
Ya en plena gira de presentación de Synthesis, a mediados de 2018, la cantante Amy Lee expresó sus deseos de volver a publicar un disco de rock que siguiera la senda de su homónimo Evanescence, de 2011. Para su preparación, una vez terminada esta gira y tras unos meses de descanso, la banda quiso volver a hacer un pequeño tour en 2019, dejando atrás los arreglos orquestales y volviendo a su origen en el rock. En esta pequeña reunión de la banda se iniciaron los procesos de creación de The Bitter Truth. En declaraciones a Blabbermouth, en mayo de 2019, Lee explicaba: "Este es un año muy creativo para nosotros. Estamos tocando en algunos festivales [...] y, mientras tanto, nos hemos estado juntando para empezar a escribir un nuevo álbum". En esta misma entrevista, aclaraba que esperaban que los fanes pudieran disfrutarlo en 2020. 
Siguiendo esta misma línea, la banda anunció en septiembre una gira por Europa en conjunto con Within Temptation que se produciría entre abril y mayo de 2020. Sin embargo, debido a la pandemia de coronavirus, este tour se tuvo que aplazar a septiembre del mismo año.
En enero de 2020, Lee anunciaba que la banda había entrado ya a estudio para grabar nuevas canciones, y que para ello contaban con el productor Nick Raskulinecz, con quien ya habían trabajado en 2011.
El 17 de abril de 2020, Evanescence anunciaba a través de sus redes sociales el título y la portada de su nuevo disco, The Bitter Truth, así como la publicación de su primer sencillo, "Wasted On You", cuyo estreno se produciría la semana siguiente, el 24 de abril. La imagen de la portada fue tomada por Amy Lee en su propia casa y editada por P.R. Brown, ante la imposibilidad de hacerlo en un estudio. 
El plan inicial fue el de estrenar cada canción por separado, con un videoclip para cada una, para luego reunirlas todas con la publicación del disco completo. Sin embargo, la crisis de coronavirus sufrida mundialmente podría haber alterado esos planes.

## Promoción
«Wasted on You» fue el primer sencillo anunciado por Evanescence el 17 de abril de 2020. El día 24 se estrenó mundialmente, y pocas horas más tarde se haría lo mismo con su videoclip. Previamente, se produjo un estreno en exclusiva del vídeo para VH1 India. Sobre el lanzamiento de esta canción como primer sencillo, Amy Lee explicó en una entrevista para Blabbermouth que su objetivo inicial no era usar esta canción, pero que la situación de aislamiento producida por la pandemia les hizo cambiar de parecer. Aun no habiendo compuesto la canción expresamente sobre ese tema, la letra se ajustaba bastante a lo que sentían en esos momentos. Acompañando al estreno de la canción, se publicó el mismo día un videoclip. Este videoclip resulta especial porque, por primera vez, fueron los cinco integrantes de la banda los que se grabaron con sus iPhones en sus propias casas, desde el aislamiento. El segundo sencillo, «The Game Is Over» , se publicó en julio. La banda lanzó dos sencillos adicionales  «Use My Voice»  en agosto y «Yeah Right» en diciembre.
Para promocionar el álbum por adelantado, la banda interpretó el primer sencillo «Wasted on You» en el Jimmy Kimmel Live! programa el 19 de febrero de 2021. La banda realizó una gira por Europa entre marzo y abril de 2022, en una gira conjunta junto con Within Temptation.

## Recepción
El álbum recibió críticas generalmente positivas de los críticos musicales tras el lanzamiento del álbum.  En Metacritic, que asigna una calificación normalizada de 100 a las reseñas de los críticos principales, el álbum tiene una puntuación promedio de 78 según 8 reseñas, lo que indica "críticas generalmente favorables".
Nick Ruskell, de Kerrang!, comentó que The Bitter Truth ofrece "consuelo, catarsis y una nueva perspectiva", con las reflexiones de Lee mirando tanto hacia afuera como hacia adentro en una noción progresista junto con una "paleta musical en constante expansión, todavía arraigada en el metal vagamente gótico de antaño, pero ahora con la pesadez llevada más allá y puntuada con electrónica y teclados". Thomas Green, de The Arts Desk, consideró el álbum "un sólido testimonio de la continua seguridad de visión de la cantante y jefa de la banda, Amy Lee". En una reseña para Consequence, Claire Colette vio el disco como un regreso "triunfante", "que recuerda al material anterior de la banda pero también completamente fresco", con la pasión y la energía de la banda "evidentes en todo momento" y el "inmenso talento de Lee como vocalista y compositor brillando constantemente". El álbum fue calificado como "emotivamente cargado" por Scott Mervis del Pittsburgh Post-Gazette, y "dinámico" por la escritora del Chicago Sun-Times Selena Fragassi. Suzy Exposito, del Los Angeles Times, dijo que Lee escribió «sus canciones más feroces hasta la fecha» y que «Evanescence sigue dominando el espacio donde las frías corrientes electrónicas chocan con las explosiones volcánicas de la catarsis metalera y se coagulan en un duro caramelo de rock». The Bitter Truth es una «bestia de muchos estados de ánimo» dotada de una maestría musical y vocal «estelar», según la reseña de Garry Bushell en el Daily Express. Danielle Chelosky escribió en Spin que la fuerza de Lee «es más clara que nunca, y esta vez la recupera aún más», mientras que el «ajuste de cuentas y el dolor» de las experiencias impregnan el álbum con «imágenes vívidas», vulnerabilidad y empoderamiento, junto con un sonido «más grande y audaz».
Neil Z. Yeung de AllMusic lo describió como "uno de los trabajos más cautivadores de la banda, que equilibra la potencia sonora con la voz y la composición inimitables de Lee", y transporta a los oyentes "a un viaje a la vez familiar y fresco... impulsando a Evanescence hacia el futuro con una elegante madurez y una perspectiva global". Revolver calificó a The Bitter Truth como una "declaración triunfal de perseverancia, con Lee asumiendo su rol como figura destacada del metal alternativo para algunas de las canciones más impactantes de su carrera".

## Lista de canciones
| N.º | Título                | Duración |  |
| 1.  | «Artifact/The Turn»   | 2:26     |  |
| 2.  | «Broken Pieces Shine» | 3:57     |  |
| 3.  | «The Game Is Over»    | 4:22     |  |
| 4.  | «Yeah Right»          | 3:30     |  |
| 5.  | «Feeding the Dark»    | 4:21     |  |
| 6.  | «Wasted on You»       | 4:24     |  |
| 7.  | «Better Without You»  | 4:02     |  |
| 8.  | «Use My Voice»        | 4:02     |  |
| 9.  | «Take Cover»          | 3:17     |  |
| 10. | «Far from Heaven»     | 4:56     |  |
| 11. | «Part of Me»          | 3:59     |  |
| 12. | «Blind Belief»        | 4:09     |  |

Canciones adicionales:
13. The Chain (from Gears 5) - 4:12 
14. Across The Universe (Cover) - 3:42

## Créditos
- Amy Lee – Voz principal, teclado, piano, programación
- Troy McLawhorn – Guitarra líder
- Jen Majura – Guitarra rítmica, coros
- Tim McCord – Bajo
- Will Hunt – Batería

## Posicionamiento en lista
| Gráfico (2021)                              | Pico de posición |
| ------------------------------------------- | ---------------- |
| Alemania (Offizielle Top 100)               | 2                |
| Austria (Ö3 Austria)                        | 5                |
| Bélgica (Ultratop valona)                   | 10               |
| Canadá (Billboard Canadian Albums)          | 14               |
| Croacia (HDU)                               | 28               |
| Escocia (Scottish Albums Chart)             | 3                |
| España (PROMUSICAE)                         | 16               |
| Eslovaquia (ČNS IFPI)                       | 96               |
| Finlandia (Suomen Virallinen Lista)         | 18               |
| Francia (SNEP)                              | 34               |
| Japón (Billboard Japan)                     | 38               |
| Hungría (MAHASZ)                            | 38               |
| Italia (FIMI)                               | 20               |
| Japón (Billboard Japan)                     | 38               |
| Japón (Oricon)                              | 40               |
| Países Bajos (Album Top 100)                | 15               |
| Polonia (ZPAV)                              | 15               |
| Portugal (AFP)                              | 2                |
| República Checa (ČNS IFPI)                  | 43               |
| Suecia Hard Rock Albums (Sverigetopplistan) | 6                |
| Suiza (Schweizer Hitparade)                 | 1                |
| Reino Unido (UK Albums Chart)               | 4                |
| Reino Unido (UK Rock & Metal Albums)        | 1                |
| Estados Unidos (Billboard 200)              | 3                |
| Estados Unidos (Top Alternative Albums)     | 2                |
| Estados Unidos (Top Hard Rock Albums)       | 1                |
| Estados Unidos (Top Rock Albums)            | 2                |
| Estados Unidos (Top Tastemaker Albums)      | 1                |